# Safipur
Safipur là một thị xã và là một nagar panchayat của quận Unnao thuộc bang Uttar Pradesh, Ấn Độ.

## Địa lý
Safipur có vị trí 26°44′B 80°21′Đ / 26,73°B 80,35°Đ Nó có độ cao trung bình là 129 mét (423 feet).

## Nhân khẩu
Theo điều tra dân số năm 2001 của Ấn Độ, Safipur có dân số 22.402 người. Phái nam chiếm 52% tổng số dân và phái nữ chiếm 48%. Safipur có tỷ lệ 46% biết đọc biết viết, thấp hơn tỷ lệ trung bình toàn quốc là 59,5%: tỷ lệ cho phái nam là 53%, và tỷ lệ cho phái nữ là 38%. Tại Safipur, 17% dân số nhỏ hơn 6 tuổi.